# Partner (1968)
Partner is een Italiaanse dramafilm uit 1968 onder regie van Bernardo Bertolucci. Het scenario is gebaseerd op de roman De dubbelganger (1846) van de Russische auteur Fjodor Dostojevski.

## Verhaal
Als Giacobbe zelfmoord wil plegen uit eenzaamheid, roept hij een dubbelganger op. Zijn dubbelganger eist een sterke politieke binding van hem, terwijl hij zelf verliefd wordt op Clara, de dochter van een collega.

## Rolverdeling
| Acteur                 | Personage            |
| ---------------------- | -------------------- |
| Pierre Clémenti        | Giacobbe I en II     |
| Stefania Sandrelli     | Clara                |
| Sergio Tofano          | Professor Petroesjka |
| Tina Aumont            | Verkoopster          |
| Ninetto Davoli         | Student              |
| Giulio Cesare Castello | Professor Mozzoni    |
| Romano Costa           | Clara's vader        |
| Mario Venturini        | Professor            |
| Rosemary Dexter        | ?                    |